# زيحان الكلوريد
زَيَحان الكلوريد (Chloride shift) (معروف أيضًا باسم زَيَحان هامبورغ (Hamburger shift) أو ظاهرة هامبورغ (Hamburger's phenomenon) سُمِّيت باسم العالِم بالفسيولوجيا الدنماركي، هارتوج جيكوب هامبورغ (Hartog Jakob Hamburger) (1859–1924)) هو العملية التي تحدث في الجهاز القلبي الوعائي ويُشير إلى تبادُل البيكربونات (HCO3-) والكلوريد (Cl-) عبر غِشاء خلايا الدم الحمراءs (RBCs).

## آلية العمل
ينتشر ثاني أكسيد الكربون (CO2) الذي يُنتَج في الأنسجة بشكلٍ سلبي داخل السائل الخلالي، ثم يقوم باختراق الشُعيرات، وأخيرًا يدخل خلايا الدم الحمراء (RBCs)، مما ينتج عنه توازُن في التركيزات الخلَوية وخارج الخلوية لثاني أكسيد الكربون CO2 concentrations. كما أنَّ السائل الخلالي &البلازما لا يحتويان على كميَّات كبيرة من الأنهيدراز الكربونية، وهو عبارة عن إنزيم يُحَوِّل ثاني أكسيد الكربون إلى 2 حِمْض الكربونيك، على عكس خلايا الدم الحمراء ويتَحَوَّل الغاز المُسَيَّل إلى هذا الجزيء، (H2CO3), والذي بدوره يتَفَكَّك تلقائيًا ليُشَكِّل كلاً من بيكربونات (HCO-3) وأيضًا أيون الهيدروجين (H+). وتنتشر كميات أكبر من ثاني أكسيد الكربون2 بشكلٍ سلبي داخل الخلية استجابةً لانخفاض ثاني أكسيد الكربون الخَلَوِّيّ 2 للحِفاظ على التوازن.
كما تقوم خلايا الدم بتضييق الخِناق على أيونات الهيدروجين، حيث تحتجزهم داخل الخلية، لكنها تتمكَّن من تبادُل أيونات البيكربونات بأيونات الكلوريد من خلال الشريط 3 (Band 3). وكنوع من الاستجابة لزيادة البيكربونات الخَلَوِيَّة، يقوم هذا المُبادِل بنقل الكلوريد إلى الخليَّة وإخراج البيكربونات.
تحدث العملية العكسية عندما ينخفض الضغط الجُزئي لثاني أكسيد الكربون 2 ، لأنه عند مرور الدم داخل الرئتين; CO2يتكَوَّن الإنتاج الصافي من ثاني أكسيد الكربون داخل الخليَّة والذي يؤدي إلى حدوث انخفاض في التركيزات الخلَويَّة لثاني أكسيد الكربون. وهذا يؤدي إلى حركة داخلية للبيكربونات عبر الشريط 3، فتقوم بإخراج الكلوريد ونقل البيكربونات إلى الخليَّة حيث يتم تحويل مُعظمها إلى ثاني أكسيد الكربون الذي باستطاعته الانتشار بشكلٍ سلبي خارجيًا نحو الدم
كما أن زَيَحان الكلوريد قد يُساعد في تنظيم تجاذُب خضاب الدم للـأكسجين عن طريق عَمَل أيون الكلوريد كمستجيب تفارغي.

## التَفاعُل
التَفاعُل (كما يحدث في الرئة)
```
   بلازما                خلايا الدم الحمراء
```

```
   HCO
3
-
 --> --> -->    HCO
3
-

 
   Na
+
                   K
+
```

```
   Cl
-
 <-- <-- <-- <--   Cl
-
```

تبادُل البيكربونات الموجودة في خلايا الدم الحمراء مع الكلوريد الناتِج من البلازما.
إن الخواص الضمنية التي تُسبب زَيَحان الكلوريد هما: وجود الأنهيدراز الكربونية داخل خليَّة الدم الحمراء وليس الدم نفسه، ونفوذيَّة الدم للبيكربونات وليس للهيدروجين. بالإضافة إلى ذلك، تعمل عملية تبادُل البيكربونات بأيونات الكلوريد عبر غِشاء خليَّة الكُريَّة الحمراء على الحِفاظ على الحياد الكهربائي للخلية. تتحَرَّك البيكربونات عكس مَدْروج التركيز الخاص بها، ففي: الكريَّة الحمراء [البيكربونات] يكون تركيزها حوالي 15 مللي مول/لتر، أمَّا في البلازْما [البيكربونات] يكون تركيزها حوالي 24 مللي مول/لتر. كما يتحَرَّك الكلوريد تحت مَدروج التركيز. كما يقوم الشريط 3 وهو بروتين مُبادِل الآيونات بتسهيل عملية النقْل الفاعِل.